# Hethersgill
Hethersgill is een civil parish in het bestuurlijke gebied City of Carlisle, in het Engelse graafschap Cumbria. In 2001 telde het civil parish 382 inwoners.